# Hypena sordidula
Hypena sordidula là một loài bướm đêm thuộc họ Erebidae. Nó được tìm thấy ở Quebec và Maine phía nam đến miền bắc Florida và Texas, phía tây đến Louisiana và Kansas, phía bắc đến Manitoba.
Sải cánh dài 24–30 mm. Con trưởng thành bay từ tháng 5 đến tháng 8. Có hai lứa trưởng thành một năm.
Ấu trùng ăn Laportea.